# Могилица
Могилица е село в Южна България. То се намира в община Смолян, област Смолян.

## География
Село Могилица е разположено на около 30 км югозападно от град Смолян и се намира в планински район, в близост до границата с Гърция, на горното течение на река Арда. Къщите са разположени върху левия бряг на река Арда. Надморската височина е 920 – 950 метра.
Близо до Могилица са разположени следните населени места: Бориково, Бяла река, Буката, Черешките, Киселчево, Илинден, Черешово, Исьовци, Ухловица и др.

## История
Първите данни за човешко присъствие в района са от около 1000 години преди новата ера. През времето на Византийската империя селището било курортен център. Тук са идвали на лов и отдих представители на висшата аристокрация. Селището се е бранило от три крепости от тракийски и византийски произход, следи от които са запазени и до днес. Те затваряли поречието на р. Арда и Бориковската река. Тук минавал важен стратегически път от римско време, който свързвал Виа Егнация на Беломорието с Виа Милитарис в Тракия.
Селището е възникнало през средните векове като колибарска махала наречена „Могилици“ (колиби). През Османския период селото е наречено Тозбурун, което значи „прашна могила“. Предание говори, че селото получило името си от близкия хълм (борум) – западно от селото. Вечер, когато стадата от овце се връщали от паша и минавали покрай хълма, той преставал да се вижда от прах. Според османските регистри селото попада в Ахъчелебийската кааза (след 1838 г. във Филибелийската кааза), от Гюмюрджинския санджак, на Одринския вилает. Основен поминък на населението е било овцевъдство и земеделие. През XVIII в. от Беломорието са пренесени картофите. И днес хората тачат обичаите си. Празника на село Могилица е празникът на народните занаяти, който се провежда последната събота на юни.
В османски поименен регистър от 1841 година се посочва, че от Могилица (Тозбурун) са постъпили в армията 5 войници, което е косвено доказателство, че по това време в селото са живели българи мюсюлмани. По време на Илинденско-Преображенското въстание (1903 година) в село Тозбурун има 90 къщи. Към 1912 – 1913 година броят на българите мюсюлмани, живеещи в Могилица (Тозбурун) е 175.

## Културни и природни забележителности
„Агушевите конаци“ са най-известните архитектурни паметници в тази част на Родопите. Резиденцията е строена в периодите 1825-1842-1860-1872 г. от местния българо-мохамедански първенец Агуш Ага, за него и синовете му. Комплексът се състои от две сгради (конаци), всяка с отделен двор и кладенец и заемал близо 4 декара с имота. Ансамбълът е ограден с общ зид подобно на средновековните феодални жилища, а в югоизточния ъгъл на зидовете има каменна кула, наподобяваща морски фар (по-малкият от синовете на Агуш Ага бил морски офицер). Кулата е разположена откъм р. Арда и е изрисувана, като за мотиви са използвани самите Агушеви конаци и пейзажи от Родопите. Сградата имала 221 прозореца, 86 врати и 24 комина.
Преди изграждането на днешните Агушеви конаци, по поръчение на Агуш Ага били изградени и два големи чифлика в близкото село Черешево, които днес са в руини. С годините наследниците на Агуш Ага обеднели и имението започнало да се руши. През 1948 година комунистическият режим в България национализира комплекса в Могилица и го дава на гранични войски, които го съсипват напълно. В края на 60-те години започнала мащабна реставрация и анасамбълът е спасен. Резиденцията станала етнографски музей, а стаите били възстановени в предишния им вид. През 1990 година наследници на Агуш Ага си възвръщат незаконно национализирания имот, които днес е отворен за посетители.
Изследвания на конаците са правени от архитектите Т. Златев, Ив. Иванчев, М. Матеев и Г. Лабов. Главни реставратори на Агушевите конаци са арх. Г. Лабов и реставраторката Л. Койнова.
Други
Могилица е подходяща база за планински, селски, екологичен и пещерен туризъм, като наблизо се намират изворите на Арда и редица крепости, мостове от османско време, над 20 проучени и непроучени пещери, измежду които Ухловица, Бориковска, Надарска, Голубоица. Пещерата Ухловица е благоустроена и се намира в местността Сините вирове на 3 км източно от селото, на левия бряг на река Арда. В нея могат да се видят каскади от синтрови езерца, скални водопади и типични пещерни скални образувания. Южно от Могилица е разположена защитената местност Падала с богато биоразнообразие.

## Личности
- Афуз Ариф Агушев – народен представител от БЗНС, през 1934 година обвинен, че помага на българите мохамедани да бягат незаконно в Турция през Гърция.[5]
- Юлиян Инджов - български бизнесмен, съсобственик на ПФК ЦСКА (София).
- Полковник Николай Вангелов Драгинов – Съвместно командване на специалните операции.

## Други
Пътят е асфалтов и доста добре поддържан. Въпреки това се препоръчва туристите да внимават за падащи камъни по пътя и наводнения от прииждащите реки.
Има възможност за туризъм, етнографски посещения, лов и риболов.

### Кухня
Кухнята е типична за региона – боб във всичките му разновидности, тестени изделия като клин, пататник и пареник.